# Baerida
Baerida é uma ordem de esponjas calcáreas da subordem Calcaronea.

## Famílias
- Baeriidae Borojevic, Boury-Esnault e Vacelet, 2000
- Lepidoleuconidae Vacelet, 1967
- Trichogypsiidae Borojevic, Boury-Esnault e Vacelet, 2000